# Lusine Zakarjan
Lusine Zakarjan, arménsky Լուսինե Զաքարյան, (1. června 1937 Achalciche – 30. prosince 1992, Jerevan) byla arménská sopranistka.

## Životopis
Dětství strávila v jižní gruzínské provincii Samcche-Džavachetie. V roce 1952 se přestěhovala s rodinou do arménského Jerevanu, kde získala hudební vzdělání. V roce 1957 nastoupila na konzervatoř.
V letech 1970 až 1983 byla sólistkou Symfonického orchestru pro arménské rozhlasové a televizní vysílání. Byla také členkou sboru arménské apoštolské církve.
Kromě operních rolí zahrnoval její repertoár arménskou lidovou hudbu a náboženské písně. Ty přispěly k znovuzrození duchovních zpěvů arménské církve. Přitáhla pozornost k oživení děl Komitase a Makara Jekmaljana.
Zdravotní potíže ukončily předčasně její uměleckou kariéru. Po sérii onemocnění zemřela 30. prosince 1992 a je pohřbena na hřbitově kostela sv. Gajány.